# Phạm Xuân Trường
Phạm Xuân Trường tên thật là Phạm Văn Trường, là nhà văn, nhà biên tập viên làm việc trong quân đội, hiện đang công tác tại Nhà xuất bản Quân đội nhân dân trên cương vị là Giám đốc - Tổng Biên tập.